# Тугамбаев, Кыдран Александрович
Кыдран Александрович Тугамбаев (4 ноября 1924, с. Турата, ныне Усть-Канского района, Республика Алтай — 17 декабря 1943, с. Каневское, Запорожская область) — разведчик взвода разведки 1116-го стрелкового полка, красноармеец. Герой Советского Союза.

## Биография
Родился 4 ноября 1924 года в селе Турата ныне Усть-Канского района Республики Алтай. Казах. Окончил 7 классов. Работал учителем начальной школы.
В 1942 году был призван в Красную Армию. На фронте с мая 1943 года. Член ВКП(б) с 1943 года. Был разведчиком взвода разведки 1116-го стрелкового полка 333-й стрелковой дивизии. Отличился при форсировании Днепра.
На подступах к Днепру в бою в районе села Петро-Свистуново продвижение десантников остановил огонь пулемёта. Тугамбаев, оценив обстановку, решил уничтожить пулемётный расчёт. Взяв две гранаты, он скрытно приблизился к пулемётной точке и, метнув гранаты, подавил её.
В ночь на 26 сентября 1943 года в составе первой штурмовой группы красноармеец Тугамбаев форсировал Днепр в районе села Войсковое и ворвался с товарищами в траншею противника. Штурмовая группа, преследуя противника, продвинулась вперёд и значительно расширила плацдарм, создав условия для переправы основных сил полка и дивизии.
В дальнейших боях красноармеец Тугамбаев находился на самых опасных участках, личным примером воодушевляя товарищей. Был тяжело ранен. Скончался от полученных ран в 419-м медсанбате 17 декабря 1943 года. Похоронен в селе Каневское Запорожского района Запорожской области.

## Награды
Указом Президиума Верховного Совета СССР от 19 марта 1944 года за мужество, отвагу и героизм красноармейцу Тугамбаеву Кыдрану Александровичу присвоено звание Героя Советского Союза посмертно.
Награждён орденом Ленина, двумя медалями «За боевые заслуги».

## Память
На родине именем Героя названы Черно-Ануйская средняя школа и улица в селе Усть-Кан.